# Шепенштет
Шепенштет (њем. Schöppenstedt) град је у њемачкој савезној држави Доња Саксонија. Једно је од 37 општинских средишта округа Волфенбител. Према процјени из 2010. у граду је живјело 5.530 становника. Посједује регионалну шифру (AGS) 3158027.

## Географски и демографски подаци
Шепенштет се налази у савезној држави Доња Саксонија у округу Волфенбител. Град се налази на надморској висини од 100 метара. Површина општине износи 39,6 km². У самом граду је, према процјени из 2010. године, живјело 5.530 становника. Просјечна густина становништва износи 139 становника/km².

## Међународна сарадња
| Мјесто   | Држава               | Врста сарадње | Од    |
| -------- | -------------------- | ------------- | ----- |
| Бромјард | Уједињено Краљевство | контакт       | 2000. |
|          | Француска            | партнерство   | 1986. |
| Извор    |                      |               |       |